# Pavel Prantl
Pavel Prantl (1945 Sušice – 18. října 2008) byl český houslista, manžel klavíristky Martiny Maixnerové.

## Životopis
Studoval housle na Vejvanovského konzervatoři v Kroměříži a Hudební fakultě AMU v Praze (prof. Václav Snítil). V roce 1967 byl přijat do skupiny 1. houslí České filharmonie, o 11 let později zvítězil v konkurzu na místo koncertního mistra Pražského komorního orchestru bez dirigenta. V roce 1980 emigroval a získal místo koncertního mistra Singapurského symfonického orchestru, často vystupoval také v duu se svou manželkou Martinou Maixnerovou. V letech 1993 až 1995 byl profesorem hry na housle a vedoucím katedry strunných nástrojů na hongkongské Academy for Performing Arts. Po svém návratu do České republiky v roce 1996 byl uměleckým vedoucím Komorního orchestru České filharmonie a od ledna 1997 uměleckým vedoucím souboru Trio d'Archi di Praga. V letech 1996 až 2000 byl 1. koncertním mistrem Symfonického orchestru Českého rozhlasu. Jako pedagog vychoval řadu vynikajících houslistů, z nichž nejúspěšnější je Josef Špaček.